# St. Leonhard am Hornerwald
St. Leonhard am Hornerwald ist eine Marktgemeinde mit 1118 Einwohnern (Stand 1. Jänner 2025) im Bezirk Krems-Land in Niederösterreich.

## Geografie

### Geografische Lage
St. Leonhard am Hornerwald liegt im Waldviertel in Niederösterreich, rund zwanzig Kilometer nördlich von Krems an der Donau. Die Fläche der Marktgemeinde umfasst 51,61 Quadratkilometer. Etwa 50 Prozent der Fläche sind bewaldet, über vierzig Prozent werden landwirtschaftlich genutzt.

### Nachbargemeinden
| Pölla (Zwettl) | Altenburg (Horn)                            |                     |
| Krumau am Kamp | Kompassrose, die auf Nachbargemeinden zeigt | Gars am Kamp (Horn) |
| Jaidhof        | Langenlois                                  | Schönberg am Kamp   |

### Gemeindegliederung

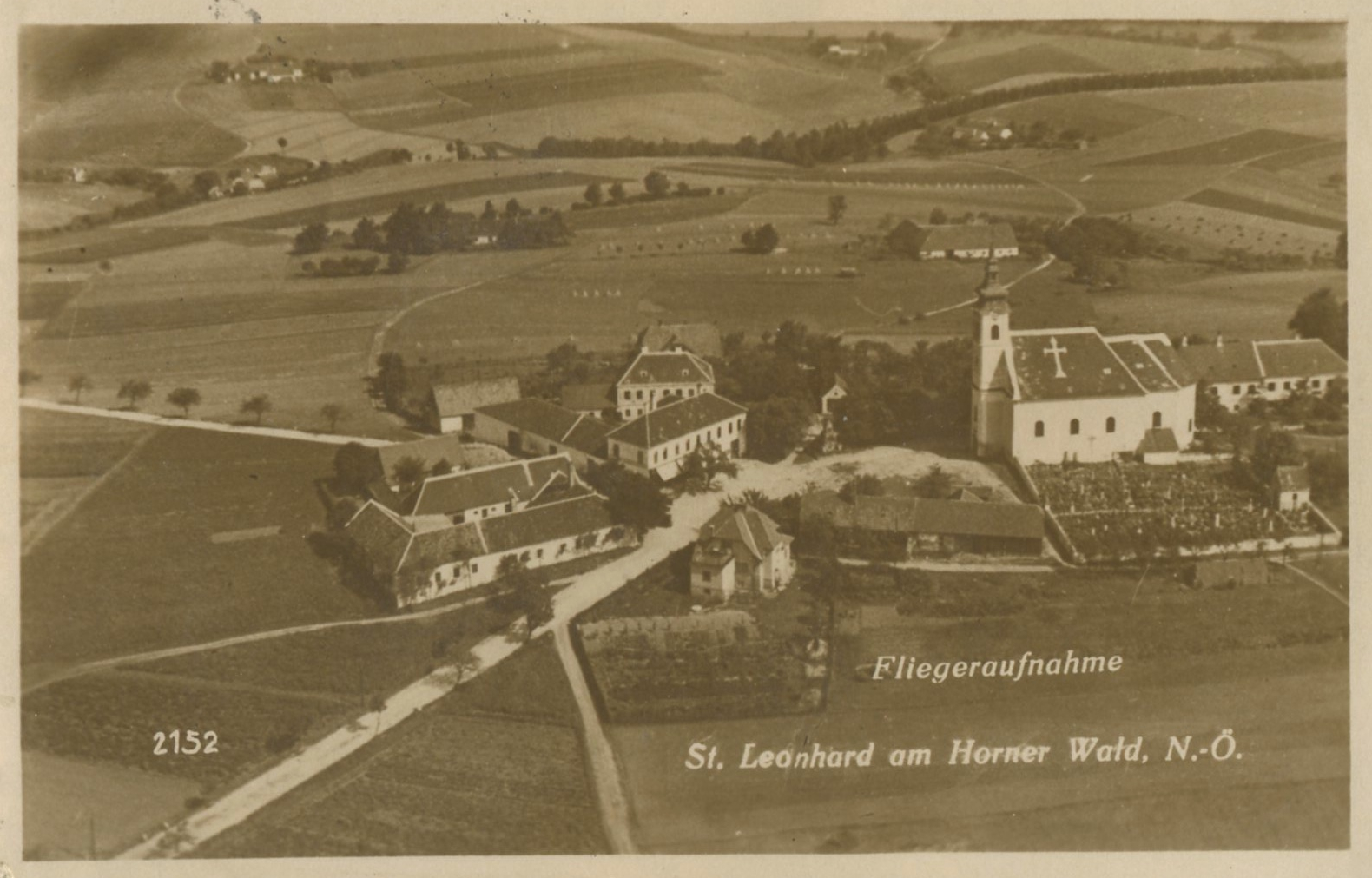
St. Leonhard am Hornerwald, Ansichtskarte um 1930

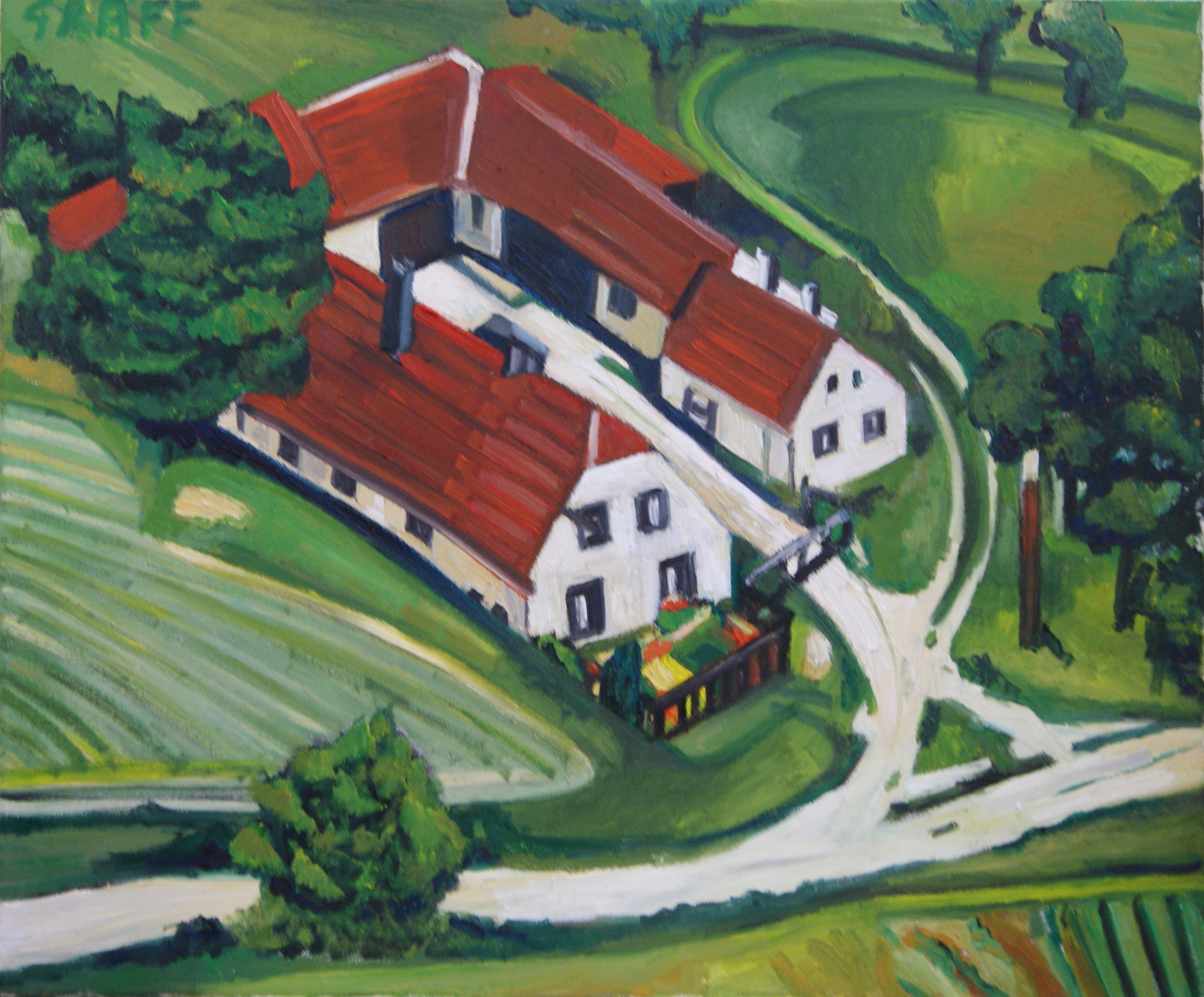
Typisches bäuerliches Anwesen am Rande von Sankt Leonhard

Das Gemeindegebiet umfasst folgende fünf Ortschaften (in Klammern Einwohnerzahl Stand 1. Jänner 2025):
- Obertautendorferamt (111) samt Drei Hütten
- St. Leonhard am Hornerwald (364) samt Amtwiesen, Hartl, Himberg, Hofwiesen, Hornerwald, Kasarn, Kropfmais, Lamplhöh, Schanz und Wienerberg
- Untertautendorferamt (100) samt Brenntenberg, Kasernenhütten, Moosau, Sechshütten und Wolfsgleid
- Wilhalm (75)
- Wolfshoferamt (468) samt Grabenhüttel, Loiwelsöd, Steinbruch, Steinerne Stiege, Teichleiten und Weinstadt

Die Gemeinde besteht aus den fünf gleichnamigen Katastralgemeinden Obertautendorferamt, St. Leonhard am Hornerwalde, Untertautendorferamt, Wilhalm und Wolfshoferamt.

## Geschichte

### Bevölkerungsentwicklung
| St. Leonhard am Hornerwald: Einwohnerzahlen von 1869 bis 2025 | St. Leonhard am Hornerwald: Einwohnerzahlen von 1869 bis 2025 | St. Leonhard am Hornerwald: Einwohnerzahlen von 1869 bis 2025 | St. Leonhard am Hornerwald: Einwohnerzahlen von 1869 bis 2025 | St. Leonhard am Hornerwald: Einwohnerzahlen von 1869 bis 2025 |
| ------------------------------------------------------------- | ------------------------------------------------------------- | ------------------------------------------------------------- | ------------------------------------------------------------- | ------------------------------------------------------------- |
| Jahr                                                          |                                                               |                                                               |                                                               | Einwohner                                                     |
| 1869                                                          | 1869                                                          |                                                               | 2.485                                                         | 2.485                                                         |
| 1880                                                          | 1880                                                          |                                                               | 2.539                                                         | 2.539                                                         |
| 1890                                                          | 1890                                                          |                                                               | 2.447                                                         | 2.447                                                         |
| 1900                                                          | 1900                                                          |                                                               | 2.439                                                         | 2.439                                                         |
| 1910                                                          | 1910                                                          |                                                               | 2.343                                                         | 2.343                                                         |
| 1923                                                          | 1923                                                          |                                                               | 2.225                                                         | 2.225                                                         |
| 1934                                                          | 1934                                                          |                                                               | 2.114                                                         | 2.114                                                         |
| 1939                                                          | 1939                                                          |                                                               | 1.938                                                         | 1.938                                                         |
| 1951                                                          | 1951                                                          |                                                               | 1.724                                                         | 1.724                                                         |
| 1961                                                          | 1961                                                          |                                                               | 1.623                                                         | 1.623                                                         |
| 1971                                                          | 1971                                                          |                                                               | 1.545                                                         | 1.545                                                         |
| 1981                                                          | 1981                                                          |                                                               | 1.306                                                         | 1.306                                                         |
| 1991                                                          | 1991                                                          |                                                               | 1.217                                                         | 1.217                                                         |
| 2001                                                          | 2001                                                          |                                                               | 1.241                                                         | 1.241                                                         |
| 2011                                                          | 2011                                                          |                                                               | 1.154                                                         | 1.154                                                         |
| 2021                                                          | 2021                                                          |                                                               | 1.088                                                         | 1.088                                                         |
| 2025                                                          | 2025                                                          |                                                               | 1.118                                                         | 1.118                                                         |
| Quelle(n): Statistik Austria, Gebietsstand 1.1.2021           |                                                               |                                                               |                                                               |                                                               |

Im Jahrzehnt 1991 bis 2001 waren Wanderungsbilanz und Geburtenbilanz positiv. In den Jahren davor und danach waren beide Bilanzen negativ.

## Kultur und Sehenswürdigkeiten

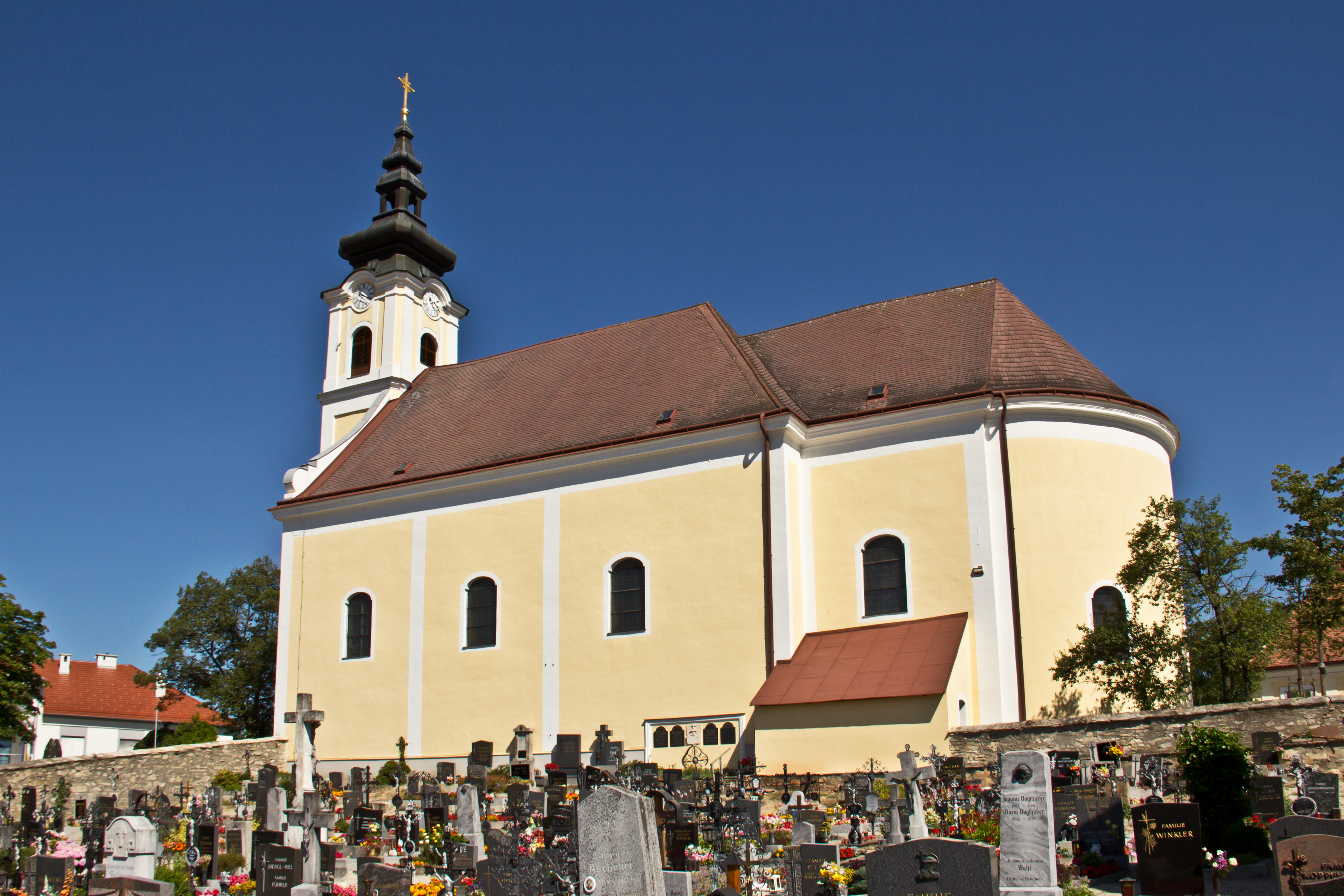
Pfarrkirche St. Leonhard am Hornerwald

- Burg Rundersburg: Nordwestlich von St. Leonhard befindet sich die Ruine der Burg Rundersburg. Die Burg wurde im Jahr 1150 erbaut, war ab 1300 jedoch verlassen und verfiel. Von der Burg sind noch Teile des ehemaligen Bergfrieds erhalten.
- Katholische Pfarrkirche St. Leonhard am Hornerwald hl. Leonhard: Die auf einer Anhöhe weit in die Landschaft blickende, spätbarocke Pfarrkirche wurde um 1770 errichtet.[5]
- Ortskapelle Wilhalm.
- Handwerksmuseum: Das Handwerksmuseum ist an Vorführsonntagen durch freiwillige Personen besetzt, die verschiedenste Handwerke vorführen, wie sie in der Vergangenheit praktiziert wurden. Im selben Gebäude befindet sich ein Museumscafe.[6]

### Sport
Im Winter ist St. Leonhard ein beliebtes Ziel für Langläufer. Im Ort gibt es auch ein erfolgreiches Langlaufteam, welches bei nationalen und internationalen Rennen immer wieder Spitzenplätze belegt.

## Wirtschaft und Infrastruktur
| Von den etwas über 300 Arbeitsplätzen im Ort entfallen 130 auf die Landwirtschaft, 110 auf Dienstleistungen und das verbleibende Viertel auf den Produktionssektor (Stand 2011). Über sechzig Prozent der in St. Leonhard wohnenden 600 Erwerbstätigen pendelten zur Arbeit aus. Die Marktgemeinde St. Leonhard am Hornerwald ist Mitglied der Kleinregion Kampseen. Die Gemeinde St. Leonhard am Hornerwald verfügt über einen Landeskindergarten und eine Volksschule. Die örtliche Hauptschule wurde wegen zu geringer Anmeldezahlen im Schuljahr 2012/2013 geschlossen. | Die zur Anzeige dieser Grafik verwendete Erweiterung wurde dauerhaft deaktiviert. Wir arbeiten aktuell daran, diese und weitere betroffene Grafiken auf ein neues Format umzustellen. (Mehr dazu) |

### Verkehr
- Das Linienbusunternehmen PostBus fährt die Haltestellen St. Leonhard am Hornerwald – Abzw. Steinegg, St. Leonhard am Hornerwald – Geisterwerkstatt und St. Leonhard am Hornerwald – Gemeindeamt an der Linie 1310 (Horn – St. Leonhard am Hornerwald) an.
- Der nächstgelegene Bahnhof der ÖBB ist Gars-Thunau.

## Politik

### Gemeinderat
Seit der Gemeinderatswahl am 26. Jänner 2025 gilt bei insgesamt 19 Sitzen folgende Mandatsverteilung:
| Partei    | Sitze |
| --------- | ----- |
| ÖVP       | 11    |
| Liste FPÖ | 4     |
| Liste LEO | 4     |

### Bürgermeister
- bis 2013 Andreas Aschauer (ÖVP)
- 2013–2016 Hermann Steininger (ÖVP)
- seit 2016 Eva Schachinger (ÖVP)[13]

### Wappen
Das Wappen wurde der Gemeinde im Jahr 1976 verliehen.

## Persönlichkeiten
- Christoph Baumgartner (* 1999), österreichischer Fußballspieler, aufgewachsen in St. Leonhard am Hornerwald.
- Josef Bugala (1908–1999), österreichischer Fußballspieler, wurde in St. Leonhard am Hornerwald geboren.
- Helmuth Gräff (* 1958), österreichischer Maler, Grafiker und Dichter, lebte in St. Leonhard am Hornerwald.
- Matthias Laurenz Gräff (* 1984), österreichischer Maler, Historiker und politischer Aktivist, aufgewachsen in St. Leonhard am Hornerwald.
- Erni Mangold (* 1927), österreichische Schauspielerin, lebt in St. Leonhard am Hornerwald.
- Paul Yvon (* 1949), österreichischer Journalist und Autor, wurde in St. Leonhard am Hornerwald geboren.